# Bruno Beeler
Bruno Beeler (* 27. Februar 1962 in Zug; heimatberechtigt in Arth) ist ein Schweizer Rechtsanwalt und Politiker (CVP).

## Leben und Beruf
Bruno Beeler ist in einer Bauernfamilie in Goldau aufgewachsen. Er absolvierte die Matura (1982) an der Kantonsschule Kollegium Schwyz und studierte Rechtswissenschaft an der Universität Zürich, an welcher er 1987 das Lizenziat abschloss und 1998 doktorierte. 1990 erwarb er das Anwaltspatent des Kantons Schwyz und führt seit 1997 eine eigene Anwaltskanzlei in Schwyz. Er ist zudem nebenamtlicher Lehrer an der landwirtschaftlichen Schule in Pfäffikon SZ (Themen Bodenrecht und landwirtschaftliches Erbrecht) und Mitinitiant und Vorstandsmitglied des Vereins Kinderbetreuung Arth-Goldau. In der Schweizer Armee ist Beeler Hauptmann. Beeler ist verheiratet, hat vier Kinder und lebt in Goldau.

## Politik
Bruno Beeler ist seit 1997 Präsident der CVP Arth-Oberarth-Goldau. 2021 ist er Präsident der CVP Kanton Schwyz. Von 2004 bis 2008 war er zudem Vizepräsident der CVP des Kantons Schwyz. Seit 2008 gehört er dem Kantonsrat des Kantons Schwyz an. Dort ist er u. a. Mitglied der ständigen Rechts- und Justizkommission, Mitglied der ständigen Aufsichtskommission für die Schwyzer Kantonalbank, der Verfassungskommission sowie verschiedener Spezialkommissionen.
Er kandidierte zusammen mit Marco Casanova an den Wahlen 2015 im Kanton Schwyz für den Ständerat, nachdem Reto Wehrli vorgängig auf eine diesbezügliche Kandidatur verzichtet hatte. Mit knapp 27,8 Prozent der Stimmen erreichte er den dritten Platz, damit verpasste er den Einzug ins eidgenössische Parlament.